# 파타야 무역 전시관 및 컨벤션 센터
파타야 무역 전시관 및 컨벤션 센터는 태국 파타야 최고의 호텔인 로얄 클립 비치 리조트의 비즈니스를 위한 국제적 규모의 행사장으로서, 태국에서 가장 최근의 대규모 컨벤션 센터중 하나다. 피치는 정치, 경제와 관련된 주요 국제 회의를 비롯 홍보를 위한 다양한 이벤트등 비즈니스 행사들을 위한 장소를 제공한다.

## 역사
로얄 클립 비치 리조트는 1991년 캄보디아 평화 회담부터 1997년 태국의 새 헌법 제정까지 그 시대 역사적 사건들과 함께 주요 역할을 해 오면서, 태국 MICE (미팅, 인센티브, 컨퍼런스, 전시회) 관광 산업의 성장과 함께, 최고의 관광 명소인 파타야의 아름다운 자연 경관과 함께 컨벤션 호텔로서 자리잡게 되었고, 1999년 최고의 규모와 시설을 자랑하는 피치의 공식적인 제막식과 함께 시작되었다.

## 특징
타이 만이 바라보이는 전망과 주위를 둘러싸고 있는 열대수들의 아름다운 자연 경관을 함께 가지고 있는 피치는, 2008년초, 로얄 클립 비치 리조트가 총면적 6,943 m² 6층에 달하는 규모로 확장을 시작, 극장식 스타일로는 8000 명까지 수용 가능하며, 규모에 따라 4개에서 9개의 섹션까지 분리 가능한 메인홀과 90 m²에서 286 m²에 이르는18개의 미팅룸으로 이루어진 지금의 대규모 컨벤션 센터의 모습으로 재탄생하여 비즈니스 행사를 위한 최상의 장소를 제공하고 있다.